# Конькова Марина Володимирівна
Мари́на Володи́мирівна Конько́ва (* 1962) — лікар вищої категорії, доктор медичних наук (2008), професор.

## Життєпис
Народилась 1962 року в місті Курахове. 1986-го закінчила Донецький медичний інститут; працювала лікарем.
2002 року захистила дисертацію кандидата медичних наук — «Ультразвукове дослідження в діагностиці, виборі тактики хірургічного лікування гострого холециститу, проведенні та оцінці ефективності черезшкірної черезпечінкової мікрохолецистостомії у хворих похилого віку». Від того ж року — у Донецькому медичному університеті.
2008 року захистила докторську дисертацію «Діагностична та інтервенційна сонографія у невідкладній абдомінальній хірургії». Від того ж року — професор кафедри онкології, пкоменевих методів діагностики й лікування факультету інтернатури та післядипломної освіти. Також працювала лікарем відділення ультразвукової діагностики донецької міської лікарні № 16.
Є заступником головного редактора наукового журналу «Український журнал хірургії».
Наукові напрями:
- ультразвукова діагностика екстреної хірургічної патології органів черевної порожнини
- доплерографія судин черевної порожнини
- проведення мініінвазивних пункційних операцій під контролем ультразвуку при захворюваннях печінки, жовчного міхура, позапечінкових жовчних протоків і підшлункової залози (як то кісти, абсцеси печінки, механічна жовтяниця, гострий холецистит, гострий панкреатит і його ускладнення).

Є авторкою понад 170 наукових праць, з них 7 монографій і 1 підручника.
Серед робіт:
- «Діагностична та інтервенційна сонографія в невідкладній абдомінальній хірургії», 2005
- «Пункційно-дренуючі операції при ускладнених формах панкреонекрозу», 2007 (співавторство)
- «Гострий панкреатит», 2008 (співавторство)
- «Доплерсонографічні предиктори гепаторенального синдрому», 2009
- «Хірургія», 2009, співавтори Бондарєв Валентин Іванович, Бондарєв Ростислав Валентинович, Васильєв Олександр Олександрович, Верхулецький Іван Єгорович, Герасименко Є. О., Елін А. Ф., Кабанова Н. В., Кондратенко Петро Геннадійович, Міміношвілі Омарі Ісидорович.

Чоловік — Кондратенко Петро Геннадійович.
Станом на 2018 рік — завідувач кафедри онкології і радіології, науковий керівник СНТ, професор.